# Воскоїд малий
Воскоїд малий (Indicator minor) — вид дятлоподібних птахів родини воскоїдових (Indicatoridae).

## Поширення
Птах поширений в Субсахарській Африці. Трапляється в різноманітних біотопах, уникає спекотних пустель та густих лісів.

## Опис
Довжина тіла близько 14-16 см, вага 21-39 г. В обох статей номінального підвиду верхня частина тіла темно-сірувато-зеленого кольору.

## Спосіб життя
Живиться бджолиним воском, яйцями і личинками бджіл, різними комахами, в тому числі мухами, жуками і їх яйцями.